# Africký pohár národů 2015
Africký pohár národů 2015 byl historicky 30. africkým fotbalovým šampionátem. Závěrečný turnaj se konal od 17. ledna do 8. února 2015 v Rovníkové Guineji. Původně se tento ročník měl konat v Maroku, které se ale pořádání vzdalo kvůli obavám z epidemie eboly. Pohár národů získala reprezentace Pobřeží slonoviny.

## Kvalifikace

### Seznam kvalifikovaných týmů
| Tým                   | Kvalifikován jako | Datum zajištění účasti | Počet účastí | Poslední účast | Nejlepší umístění                 |
| --------------------- | ----------------- | ---------------------- | ------------ | -------------- | --------------------------------- |
| Rovníková Guinea      | Hostitel          | 14. listopadu 2014     | 2.           | 2012           | Čtvrtfinále (2012)                |
| Kapverdy              | Vítěz skupiny F   | 15. října 2014         | 2.           | 2013           | Čtvrtfinále (2013)                |
| Alžírsko              | Vítěz skupiny B   | 15. října 2014         | 16.          | 2013           | Vítězové (1990)                   |
| Tunisko               | Vítěz skupiny G   | 14. listopadu 2014     | 17.          | 2013           | Vítězové (2004)                   |
| Jihoafrická republika | Vítěz skupiny A   | 15. listopadu 2014     | 9.           | 2013           | Vítězové (1996)                   |
| Zambie                | 2. tým skupiny F  | 15. listopadu 2014     | 17.          | 2013           | Vítězové (2012)                   |
| Kamerun               | Vítěz skupiny D   | 15. listopadu 2014     | 17.          | 2010           | Vítězové (1984, 1988, 2000, 2002) |
| Gabon                 | Vítěz skupiny C   | 15. listopadu 2014     | 6.           | 2012           | Čtvrtfinále (1996, 2012)          |
| Burkina Faso          | 2. tým skupiny C  | 15. listopadu 2014     | 10.          | 2013           | 2. místo (2013)                   |
| Senegal               | 2. tým skupiny G  | 15. listopadu 2014     | 13.          | 2012           | 2. místo (2002)                   |
| Pobřeží slonoviny     | 2. tým skupiny D  | 19. listopadu 2014     | 21.          | 2013           | Vítězové (1992)                   |
| Ghana                 | Vítěz skupiny E   | 19. listopadu 2014     | 20.          | 2013           | Vítězové (1963, 1965, 1978, 1982) |
| Guinea                | 2. tým skupiny E  | 19. listopadu 2014     | 11.          | 2012           | 2. místo (1976)                   |
| Mali                  | 2. tým skupiny B  | 19. listopadu 2014     | 9.           | 2013           | 2. místo (1972)                   |
| Konžská republika     | 2. tým skupiny A  | 19. listopadu 2014     | 7.           | 2000           | Vítězové (1972)                   |
| DR Kongo              | Nejlepší 3. tým   | 19. listopadu 2014     | 17.          | 2013           | Vítězové (1968, 1974)             |

## Stadiony
| Bata             | Malabo                  | Mongomo            | Ebebiyín                  |
| ---------------- | ----------------------- | ------------------ | ------------------------- |
| Estadio de Bata  | Nuevo Estadio de Malabo | Estadio de Mongomo | Nuevo Estadio de Ebebiyín |
| Kapacita: 35 700 | Kapacita: 15 250        | Kapacita: 10 000   | Kapacita: 8 000           |
|                  |                         |                    |                           |

## Zápasy
Los základních skupin proběhl 3. prosince 2014 v Malabo.

### Skupina A
| Tým               | Z | V | R | P | VG | IG | +/− | B |
| ----------------- | - | - | - | - | -- | -- | --- | - |
| Konžská republika | 3 | 2 | 1 | 0 | 4  | 2  | +2  | 7 |
| Rovníková Guinea  | 3 | 1 | 2 | 0 | 3  | 1  | +2  | 5 |
| Gabon             | 3 | 1 | 0 | 2 | 2  | 3  | −1  | 3 |
| Burkina Faso      | 3 | 0 | 1 | 2 | 1  | 4  | −3  | 1 |

| 17. ledna 2015 17:00 |        |                   |                                                |
| Rovníková Guinea     | 1 - 1  | Konžská republika | Estadio de Bata, Bata rozhodčí: Bakary Gassama |
| Nsue 16'             | Report | Bifouma 87'       | Estadio de Bata, Bata rozhodčí: Bakary Gassama |

| 17. ledna 2015 20:00 |        |                           |                                                         |
| Burkina Faso         | 0 - 2  | Gabon                     | Estadio de Bata, Bata rozhodčí: Rajindraparsad Seechurn |
|                      | Report | Aubameyang 19' Evouna 72' | Estadio de Bata, Bata rozhodčí: Rajindraparsad Seechurn |

| 21. ledna 2015 17:00 |        |              |                                              |
| Rovníková Guinea     | 0 - 0  | Burkina Faso | Estadio de Bata, Bata rozhodčí: Néant Alioum |
|                      | Report |              | Estadio de Bata, Bata rozhodčí: Néant Alioum |

| 21. ledna 2015 20:00 |        |                   |                                              |
| Gabon                | 0 - 1  | Konžská republika | Estadio de Bata, Bata rozhodčí: Victor Gomes |
|                      | Report | Oniangue 48'      | Estadio de Bata, Bata rozhodčí: Victor Gomes |

| 25. ledna 2015 19:00 |        |                            |                                                 |
| Gabon                | 0 - 2  | Rovníková Guinea           | Estadio de Bata, Bata rozhodčí: Noumandiez Doué |
|                      | Report | Balboa 55' (pen.) Ibán 86' | Estadio de Bata, Bata rozhodčí: Noumandiez Doué |

| 25. ledna 2015 19:00   |        |              |                                                              |
| Konžská republika      | 2 - 1  | Burkina Faso | Nuevo Estadio de Ebebiyín, Ebebiyín rozhodčí: Joseph Lamptey |
| Bifouma 51' Ondama 87' | Report | Bancé 86'    | Nuevo Estadio de Ebebiyín, Ebebiyín rozhodčí: Joseph Lamptey |

### Skupina B
| Tým      | Z | V | R | P | VG | IG | +/− | B |
| -------- | - | - | - | - | -- | -- | --- | - |
| Tunisko  | 3 | 1 | 2 | 0 | 4  | 3  | +1  | 5 |
| DR Kongo | 3 | 0 | 3 | 0 | 2  | 2  | 0   | 3 |
| Kapverdy | 3 | 0 | 3 | 0 | 1  | 1  | 0   | 3 |
| Zambie   | 3 | 0 | 2 | 1 | 2  | 3  | −1  | 2 |

| 18. ledna 2015 17:00 |        |             |                                                            |
| Zambie               | 1 - 1  | DR Kongo    | Nuevo Estadio de Ebebiyín, Ebebiyín rozhodčí: Gehad Grisha |
| Singuluma 2'         | Report | Bolasie 65' | Nuevo Estadio de Ebebiyín, Ebebiyín rozhodčí: Gehad Grisha |

| 18. ledna 2015 20:00 |        |                   |                                                                  |
| Tunisko              | 1 - 1  | Kapverdy          | Nuevo Estadio de Ebebiyín, Ebebiyín rozhodčí: Eric Otogo Castane |
| Manser 70'           | Report | Héldon 78' (pen.) | Nuevo Estadio de Ebebiyín, Ebebiyín rozhodčí: Eric Otogo Castane |

| 22. ledna 2015 17:00 |        |                           |                                                                  |
| Zambie               | 1 - 2  | Tunisko                   | Nuevo Estadio de Ebebiyín, Ebebiyín rozhodčí: Aboubacar Bangoura |
| Mayuka 60'           | Report | Akaïchi 70' Chikhaoui 89' | Nuevo Estadio de Ebebiyín, Ebebiyín rozhodčí: Aboubacar Bangoura |

| 22. ledna 2015 20:00 |        |          |                                                               |
| Kapverdy             | 0 - 0  | DR Kongo | Nuevo Estadio de Ebebiyín, Ebebiyín rozhodčí: Malang Diedhiou |
|                      | Report |          | Nuevo Estadio de Ebebiyín, Ebebiyín rozhodčí: Malang Diedhiou |

| 26. ledna 2015 19:00 |        |        |                                                            |
| Kapverdy             | 0 - 0  | Zambie | Nuevo Estadio de Ebebiyín, Ebebiyín rozhodčí: Néant Alioum |
|                      | Report |        | Nuevo Estadio de Ebebiyín, Ebebiyín rozhodčí: Néant Alioum |

| 26. ledna 2015 19:00 |        |             |                                                |
| DR Kongo             | 1 - 1  | Tunisko     | Estadio de Bata, Bata rozhodčí: Bakary Gassama |
| Bokila 66'           | Report | Akaïchi 31' | Estadio de Bata, Bata rozhodčí: Bakary Gassama |

### Skupina C
| Tým                   | Z | V | R | P | VG | IG | +/− | B |
| --------------------- | - | - | - | - | -- | -- | --- | - |
| Ghana                 | 3 | 2 | 0 | 1 | 4  | 3  | +1  | 6 |
| Alžírsko              | 3 | 2 | 0 | 1 | 5  | 2  | +3  | 6 |
| Senegal               | 3 | 1 | 1 | 1 | 3  | 4  | −1  | 4 |
| Jihoafrická republika | 3 | 0 | 1 | 2 | 3  | 6  | −3  | 1 |

| 19. ledna 2015 17:00 |        |                     |                                                       |
| Ghana                | 1 - 2  | Senegal             | Estadio de Mongomo, Mongomo rozhodčí: Bernard Camille |
| A. Ayew 14' (pen.)   | Report | Diouf 58' Sow 90+3' | Estadio de Mongomo, Mongomo rozhodčí: Bernard Camille |

| 19. ledna 2015 20:00                        |        |                       |                                                       |
| Alžírsko                                    | 3 - 1  | Jihoafrická republika | Estadio de Mongomo, Mongomo rozhodčí: Noumandiez Doué |
| Hlatshwayo 67' (vl.) Ghulám 72' Slimaní 83' | Report | Phala 50'             | Estadio de Mongomo, Mongomo rozhodčí: Noumandiez Doué |

| 23. ledna 2015 17:00 |        |          |                                                       |
| Ghana                | 1 - 0  | Alžírsko | Estadio de Mongomo, Mongomo rozhodčí: Koman Coulibaly |
| Gyan 90+2'           | Report |          | Estadio de Mongomo, Mongomo rozhodčí: Koman Coulibaly |

| 23. ledna 2015 20:00  |        |            |                                                      |
| Jihoafrická republika | 1 - 1  | Senegal    | Estadio de Mongomo, Mongomo rozhodčí: Ali Lemghaifry |
| Manyisa 47'           | Report | Mbodji 60' | Estadio de Mongomo, Mongomo rozhodčí: Ali Lemghaifry |

| 27. ledna 2015 19:00  |        |                      |                                                           |
| Jihoafrická republika | 1 - 2  | Ghana                | Estadio de Mongomo, Mongomo rozhodčí: Hamada Nampiandraza |
| Masango 17'           | Report | Boye 73' A. Ayew 83' | Estadio de Mongomo, Mongomo rozhodčí: Hamada Nampiandraza |

| 27. ledna 2015 19:00 |        |                         |                                                                   |
| Senegal              | 0 - 2  | Alžírsko                | Nuevo Estadio de Malabo, Malabo rozhodčí: Rajindraparsad Seechurn |
|                      | Report | Mahriz 11' Bentaleb 82' | Nuevo Estadio de Malabo, Malabo rozhodčí: Rajindraparsad Seechurn |

### Skupina D
| Tým               | Z | V | R | P | VG | IG | +/− | B |
| ----------------- | - | - | - | - | -- | -- | --- | - |
| Pobřeží slonoviny | 3 | 1 | 2 | 0 | 3  | 2  | +1  | 5 |
| Guinea            | 3 | 0 | 3 | 0 | 3  | 3  | 0   | 3 |
| Mali              | 3 | 0 | 3 | 0 | 3  | 3  | 0   | 3 |
| Kamerun           | 3 | 0 | 2 | 1 | 2  | 3  | −1  | 2 |

Pozn.: kvůli shodnému počtu bodů, skóre, stejnému počtu vstřelených gólů a remíze při vzájemném zápase mezi Guineou a Mali musel rozhodnout o postupujícím mezi těmito dvěma týmy los, který byl příznivější pro tým Guiney.
| 20. ledna 2015 17:00 |        |                |                                                             |
| Pobřeží slonoviny    | 1 - 1  | Guinea         | Nuevo Estadio de Malabo, Malabo rozhodčí: Mehdi Abid-Charef |
| Doumbia 72'          | Report | M. Yattara 36' | Nuevo Estadio de Malabo, Malabo rozhodčí: Mehdi Abid-Charef |

| 20. ledna 2015 20:00 |        |            |                                                         |
| Mali                 | 1 - 1  | Kamerun    | Nuevo Estadio de Malabo, Malabo rozhodčí: Janny Sikazwe |
| S. Yatabaré 71'      | Report | Oyongo 84' | Nuevo Estadio de Malabo, Malabo rozhodčí: Janny Sikazwe |

| 24. ledna 2015 17:00 |        |         |                                                              |
| Pobřeží slonoviny    | 1 - 1  | Mali    | Nuevo Estadio de Malabo, Malabo rozhodčí: Bouchaïb El Ahrach |
| Gradel 86'           | Report | Sako 7' | Nuevo Estadio de Malabo, Malabo rozhodčí: Bouchaïb El Ahrach |

| 24. ledna 2015 20:00 |        |            |                                                          |
| Kamerun              | 1 - 1  | Guinea     | Nuevo Estadio de Malabo, Malabo rozhodčí: Tessema Bamlak |
| Moukandjo 13'        | Report | Traoré 42' | Nuevo Estadio de Malabo, Malabo rozhodčí: Tessema Bamlak |

| 28. ledna 2015 19:00 |        |                   |                                                              |
| Kamerun              | 0 - 1  | Pobřeží slonoviny | Nuevo Estadio de Malabo, Malabo rozhodčí: Eric Otogo-Castane |
|                      | Report | Gradel 36'        | Nuevo Estadio de Malabo, Malabo rozhodčí: Eric Otogo-Castane |

| 28. ledna 2015 19:00 |        |           |                                                          |
| Guinea               | 1 - 1  | Mali      | Estadio de Mongomo, Mongomo rozhodčí: Mohamed Said Kordi |
| Constant 14' (pen.)  | Report | Maïga 47' | Estadio de Mongomo, Mongomo rozhodčí: Mohamed Said Kordi |

### Vyřazovací fáze
|  | Čtvrtfinále       | Čtvrtfinále       |                   |                  | Semifinále  | Semifinále  |  |  | Finále            | Finále |
|  |                   |                   |                   |                  |             |             |  |  |                   |        |
|  | 31. ledna– Bata   |                   |                   |                  |             |             |  |  |                   |        |
|  |                   |                   |                   |                  |             |             |  |  |                   |        |
|  | Konžská republika | 2                 |                   |                  |             |             |  |  |                   |        |
|  | Konžská republika | 2                 | 4. února – Bata   |                  |             |             |  |  |                   |        |
|  | DR Kongo          | 4                 |                   |                  |             |             |  |  |                   |        |
|  | DR Kongo          | 4                 | DR Kongo          | 1                |             |             |  |  |                   |        |
|  | 1. února – Malabo |                   | DR Kongo          | 1                |             |             |  |  |                   |        |
|  |                   | Pobřeží slonoviny | 3                 |                  |             |             |  |  |                   |        |
|  | Pobřeží slonoviny | Pobřeží slonoviny | 3                 | 3                |             |             |  |  |                   |        |
|  | Pobřeží slonoviny |                   | 8. února – Bata   | 3                |             |             |  |  |                   |        |
|  | Alžírsko          | 1                 |                   |                  |             |             |  |  |                   |        |
|  | Alžírsko          | 1                 | Pobřeží slonoviny | 0 (9)            |             |             |  |  |                   |        |
|  | 1. února – Malabo |                   | Pobřeží slonoviny | 0 (9)            |             |             |  |  |                   |        |
|  |                   | Ghana             | 0 (8)             |                  |             |             |  |  |                   |        |
|  | Ghana             | Ghana             | 0 (8)             | 3                |             |             |  |  |                   |        |
|  | Ghana             | 5. února – Malabo |                   | 3                |             |             |  |  |                   |        |
|  | Guinea            | 0                 |                   |                  |             |             |  |  |                   |        |
|  | Guinea            | 0                 | Ghana             | 3                | Třetí místo | Třetí místo |  |  |                   |        |
|  | 31. ledna – Bata  |                   | Ghana             | 3                | Třetí místo | Třetí místo |  |  |                   |        |
|  |                   | Rovníková Guinea  | 0                 |                  |             |             |  |  |                   |        |
|  | Tunisko           | Rovníková Guinea  | 0                 | 1                | DR Kongo    | 0 (4)       |  |  |                   |        |
|  | Tunisko           |                   |                   | 1                | DR Kongo    | 0 (4)       |  |  |                   |        |
|  | Rovníková Guinea  | 2                 |                   | Rovníková Guinea | 0 (2)       |             |  |  |                   |        |
|  | Rovníková Guinea  | 2                 |                   |                  | 0 (2)       |             |  |  |                   |        |
|  |                   |                   |                   |                  |             |             |  |  | 7. února – Malabo |        |
|  |                   |                   |                   |                  |             |             |  |  |                   |        |

#### Čtvrtfinále
| 31. ledna 2015 17:00 |        |                                           |                                                 |
| Konžská republika    | 2 - 4  | DR Kongo                                  | Estadio de Bata, Bata rozhodčí: Bernard Camille |
| Doré 55' Bifouma 62' | Report | Mbokani 65', 90+1' Bokila 75' Kimwaki 81' | Estadio de Bata, Bata rozhodčí: Bernard Camille |

| 31. ledna 2015 20:00 |                |                           |                                                         |
| Tunisko              | 1 - 2 (prodl.) | Rovníková Guinea          | Estadio de Bata, Bata rozhodčí: Rajindraparsad Seechurn |
| Akaïchi 70'          | Report         | Balboa 90+3' (pen.), 102' | Estadio de Bata, Bata rozhodčí: Rajindraparsad Seechurn |

| 1. února 2015 17:00     |        |        |                                                         |
| Ghana                   | 3 - 0  | Guinea | Nuevo Estadio de Malabo, Malabo rozhodčí: Janny Sikazwe |
| Atsu 4', 61' Appiah 44' | Report |        | Nuevo Estadio de Malabo, Malabo rozhodčí: Janny Sikazwe |

| 1. února 2015 20:00          |        |            |                                                          |
| Pobřeží slonoviny            | 3 - 1  | Alžírsko   | Nuevo Estadio de Malabo, Malabo rozhodčí: Bakary Gassama |
| Bony 26', 68' Gervinho 90+4' | Report | Súdání 51' | Nuevo Estadio de Malabo, Malabo rozhodčí: Bakary Gassama |

#### Semifinále
| 4. února 2015 20:00 |        |                                     |                                              |
| DR Kongo            | 1 - 3  | Pobřeží slonoviny                   | Estadio de Bata, Bata rozhodčí: Néant Alioum |
| Mbokani 24' (pen.)  | Report | Y. Touré 20' Gervinho 41' Kanon 68' | Estadio de Bata, Bata rozhodčí: Néant Alioum |

| 5. února 2015 20:00                          |        |                  |                                                              |
| Ghana                                        | 3 - 0  | Rovníková Guinea | Nuevo Estadio de Malabo, Malabo rozhodčí: Eric Otogo-Castane |
| J. Ayew 42' (pen.) Mubarak 45+1' A. Ayew 75' | Report |                  | Nuevo Estadio de Malabo, Malabo rozhodčí: Eric Otogo-Castane |

#### O 3. místo
| 7. února 2015 17:00 |        |                  |                                                        |
| DR Kongo            | 0 - 0  | Rovníková Guinea | Nuevo Estadio de Malabo, Malabo rozhodčí: Gehad Grisha |
|                     | Report |                  | Nuevo Estadio de Malabo, Malabo rozhodčí: Gehad Grisha |

|                                |     | Penaltový rozstřel            |  |
| Mabwati Mabidi Mbemba Mongongu | 4–2 | Balboa Fabiani Juvenal Ellong |  |

#### Finále
| 8. února 2015 20:00 |        |       |                                                |
| Pobřeží slonoviny   | 0 - 0  | Ghana | Estadio de Bata, Bata rozhodčí: Bakary Gassama |
|                     | Report |       | Estadio de Bata, Bata rozhodčí: Bakary Gassama |

|                                                                          |     | Penaltový rozstřel                                                         |  |
| Bony Tallo Aurier Doumbia Y. Touré Kalou K. Touré Kanon Bailly Die Barry | 9–8 | Wakaso J. Ayew Acquah Acheampong A. Ayew Mensah Badu Afful Baba Boye Razak |  |

## Vítěz
| Africký pohár národů 2015 Pobřeží slonoviny (2. titul) |